# Rhododendron melantherum
Rhododendron melantherum är en ljungväxtart som beskrevs av Schlechter. Rhododendron melantherum ingår i släktet rododendron, och familjen ljungväxter. Inga underarter finns listade i Catalogue of Life.